# Norbert Klora
Norbert Klora (* 1955 in Brüggen/Leine) ist ein deutscher Künstler.

## Leben
Norbert Klora absolvierte von 1972 bis 1975 eine Ausbildung zum Lithografen und studierte zwischen 1977 und 1981 an der Fachhochschule Hildesheim Kommunikationsgestaltung mit Examen zum Diplom-Designer. 1986 wirkte er im Niedersachsenpavillon der Hannover-Messe und beim Vitaliste Zomersalon in Brüssel mit. Die Galerie Schlehn in Empede stellt seine Werke seit 1989 aus. In Zusammenarbeit mit der Galerie Schlehn wurde der Begriff „Präfiguration“ für seine Malerei in die Kunst eingeführt.
Kloras internationale Karriere begann mit einer Freiluftausstellung in Bellington/Australien, woran sich zahlreiche Ausstellungen im In- und Ausland anschlossen. Seit 1999 bestehen enge Kontakte zur lokalen Sektion der italienischen Künstlervereinigung ARCI im Trentino. Es folgten Ausstellungen in Trient, Brescia, Cremona, am Garda- und Iseosee. 2001 inszenierte und kuratierte er die Ausstellung „Altarbilder in der Gegenwartskunst“ zusammen mit der Kunsthalle Faust in Hannover. Im Jahr 2002 folgte die Einladung zum offiziellen Rahmenprogramm der Documenta11 in Kassel. Der von Klora in der Malerei geprägte Begriff „Präfiguration“ war 2002 Mittelpunkt eines umfangreichen Projektes mit der Johannes-Kepler-Universität in Linz.
2019 wurde er mit dem Preis der Kulturstiftung der Sparkasse für den Raum Hildesheim ausgezeichnet. Im Rahmen der BBK Jahresausstellung 2019 im Hildesheimer Stammelbachspeicher zeigt Norbert Klora aus seiner Serie „moments“ einige seiner Arbeiten.

## Ausstellungen
- 2023: „zeitgenössische Kunst aus der Sammlung Norbert Hilbig“ - Stiftung Kunstgebäude Schlosshof Bodenburg
- 2022: „KunstKlusiv“ - Rasselmania, Hildesheim und documenta 15, Kassel
- 2022: „KrisenNarative“ - Kulturinstitut der Johannes Kepler Universität, Linz
- 2020: „Les arts en Balade“ - art festival, Clermont Ferrand / Frankreich
- 2020: „Aufzeigen! Petitionen, Initiativen, NGOs“ - Kulturinstitut der Johannes Kepler Universität, Linz
- 2018: „Faszination Wasser“ - Kunstverein Neustadt am Rbg.
- 2017: „Nel Confine del Segno“ - Galleria Contempo, Pergine Valsugana
- 2016: „Kunst vernetzt“ - KuNo, Kunsthaus Nordstemmen
- 2010: „il meleto di Tolstoy“ – Museo della Carale Accatino / Ivrea[3]
- 2009: “Heimatbilder” – Kreishaus Hildesheim
- 2007: “European Print Exhibition” – Sipa/Seoul, Korea
- 2006: „Cittadino europeo“ – Palazzo Thun / Trento
- 2006: “Kreuz & quer” – Klosterkirche Wittenberg (mit Fritz Dommel)
- 2005: „Artisti per l’ utopia europea“ – Palazzo Thun / Trento
- 2005: „La Citta del sole : un viaggio nell`utopia“ – Palazzo Martini / Riva del Garda
- 2004: „pittura tedesca contemporanea“(zeitgenössische deutsche Malerei) – Forte austriaco di Nago-Torbole
- 2004: “Erotik hinter Klostermauern” – Klostergut Brunshausen/Bad Gandersheim
- 2004: “gestern-heute-morgen: Widerstand als Kulturwert” – Forte austriaco di Nago-Torbole
- 2004: “Piu unione in Europa tra fertili utopie e realtá” – CMS Metropolis - Collegium Artisticum, Sarajewo
- 2003: „Essere o Avere“ – Centro Culturale „Leonardo da Vinci/Brescia“
- 2002: „Präfigurationen“ / Einzelausstellung in der katholischen Galerie sowie im KunstraumHalleA der Johannes-Kepler-Universität Linz
- 2002: „The crash of the civilisation“ – Kreuzkirche Kassel – offizielles Rahmenprogramm der documenta 11
- 2002: „Reflexionen“ – Kunstraum Steinhude
- 2002: „Oltre il buio - stota e violenza dei terrorismi“ – La Rocca di Orzinuovi, Cremona
- 2001: „Altarbilder in der Gegnewartskunst“ - Kunsthalle Faust, Hannover
- 2001: „Identitá Europea–Segnali di una coscienza comunitaria“ - presso la L.A.B.A. (Libera Accademia di Belle Arti) - Brescia
- 2001: „Segnali artistici dall’ Europa“ -  l’ Arsenale Iseo (Lago d’ Iseo)
- 2001: „Neue Malerei - st´art 2001“ - foire d‘art contemporain de Strasbourg
- 2000: „Pensieri e segni del passagio“ Palazzo Trentini, Trento
- 2000: „Passaggi per il nuovo Millenio“ Forte austriaco di Nago-Torbole / (Lago di Garda)
- 1999: „Alle radici della contemporaneità“ Palazzo  Libera - Villa Lagarina
- 1996: „Malerei - Positionen der 90er Jahre im Raum Hannover“ – Kunstverein Neustadt a. Rbge.,
- 1994: „Positionen figurativer Malerei der Gegenwart“ - Kulturzentrum Faust, Hannover
- 1994: Jahresgabenausstellung, Kestnergesellschaft, Hannover
- 1993: „Präfigurative Malerei“ - Dock 4, Kassel
- 1992: „Annäherungen“ – Kreishaus der Stadt Hildesheim (mit Burckard Aikele)
- 1990: Internationales Sommeratelier - Forum junger Kunst, Hannover
- 1986: Vitaliste Zomersalon – Raffinerie du Plan K – Brüssel (mit Jacques Gassmann)
- 1986: Bürstenfabrik Hannover
- 1983: „2. Gegenwart“ – Eisfabrik, Hannover